# ボーイ♂スカート
『ボーイ♂スカート』は、篠原知宏による日本の漫画作品。集英社『ミラクルジャンプ』2014年12月号より連載を開始して、2015年5月号にて第一部完。その後、同誌の2015年11月号より新章の連載を開始し、2016年5月号まで連載された。
現在、ニコニコ漫画にて続編４コマを連載中。

## あらすじ
高校に入学した主人公、越智裕也は、一見可憐な女の子に見えるが実は男子の和泉重光と出会う。重光には双子の妹ゆりかがいるが、男子が苦手なゆりかのためにスカートをはき、その格好でずっと妹を守ってきたという重光。事情を知った裕也はその兄妹愛に感動するが、一方で、男子だと分かっていても、思わせぶりな重光の行動にどきどきしてしまう瞬間もあり、戸惑う。そんな純情系男子の越智裕也と、ちょっと訳ありな和泉兄妹とが織りなす青春ラブコメディ。

## 登場人物
越智 裕也（おち ゆうや）
本作の主人公。高校1年生。中学時代の水泳の成績で高校に推薦入学した純情系男子。
和泉 重光（いずみ しげみつ）
裕也と同じクラスの生徒。一見、小柄で可憐な女子に見えるが、男の娘。
和泉 ゆりか（いずみ ゆりか）
重光の双子の妹。長身でイケメンで巨乳な外観だが男性恐怖症なのが悩みの種。裕也とは違うクラス。
越智 美奈（おち みな）
裕也の妹。中学2年生。

## 単行本
- 篠原知宏 『ボーイ♂スカート』 集英社〈ヤングジャンプ・コミックス〉、全2巻
  1. 2015年10月19日発行（同年10月24日発売[1]）、ISBN 978-4-08-890312-5
  2. 2016年6月22日発行（同年6月17日発売[2]）、ISBN 978-4-08-890536-5